# Victoria (krater)
För andra betydelser, se Victoria.
Victoria är en nedslagskrater på planeten Mars, belägen vid 2.05°S, 5.50°V  i Meridiani Planum, och besökt av rymdsonden Opportunity. Kratern är ungefär 730 meter bred, nästan åtta gånger storleken av kratern Endurance, som Opportunity besökte från sol 951 till 1630. Den är informellt uppkallad efter Victoria – ett av Ferdinand Magellans fem skepp, och det första skeppet att göra en världsomsegling – och formellt uppkallad efter Victoria, Seychellerna. Längs kanterna av kratern finns många hällmarker, uppkallade efter olika bukter och uddar som Magellan upptäckte.
Opportunity reste igenom Victoriakratern i 21 månader innan den till sist nådde dess kant den 26 september 2006 (sol 951), vid den nyligen uppkallade "Duck Bay". Kring rovern fanns ett flertal platser och kännetecken som fick namnen "No Name", "Duck Crater", "Emma Dean", "Maid of the Canyon", och "Kitty Clyde's Sister". Rovern skapade också flera bilder av närliggande alkover, informellt uppkallade "Cape Verde" och "Cabo Frio", och en liten ljus krater på Victorias motsatta sida.

## Utforskning

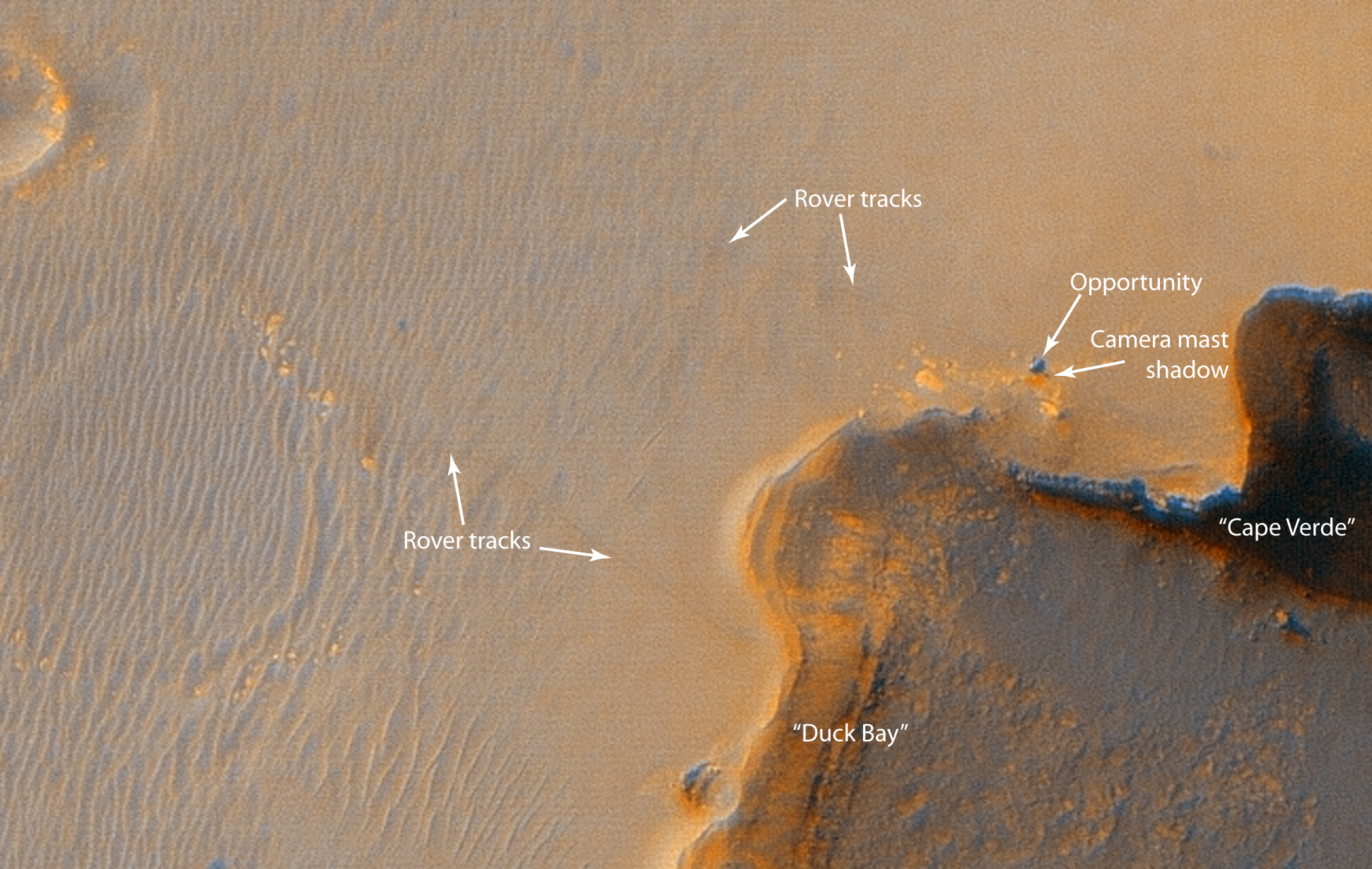
Opportunity vid Victoriakraterns kant, med spår, Duck Bay och Cape Verde utpekade, fotat av Mars Reconnaissance Orbiter.

Kratern har utforskats av flera olika rymdsonder i omloppsbana runt Mars. Den har även utforskats av NASA:s rover Opportunity.

### Opportunity

#### Utkanten av kratern
Efter att ha kommit fram till kratern färdades rovern ungefär en fjärdedel längs kanten på kratern. De olika "buktar" och "uddar" som upptäcktes längs vägen uppkallades efter olika platser Ferdinand Magellan upptäckt ombord på skeppet Victoria.
Denna första resa lät roverförarna identifiera olika in- och utgångar till kratern, samt skapa en topografisk karta över området, och testa olika delar av roverns mjukvara. Rovern undersökte även de yttre skikten på de olika uddarna och förklaringen bakom de mörka dragen om norra sidan kratern.

#### Insidan av kratern
Efter att en planettäckande sandstorm försenade resan in i själva kratern i sex veckor, och hotade roverns överlevnad, så kördes rovern in i kratern vid Duck Bay vid 1293. Detta hade föregåtts av en testmanöver vid sol 1291 för att undersöka friktionsunderlaget. När rovern var inne i kratern samlades data in från stenlager, och högkvalitetsbilder togs av Cape Verde.
Rovern lämnade kraterns insida vid sol 1634 (29 augusti 2008), efter att ha upplevt en anomali liknande den som rovern Spirit upplevt innan dess ena hjul slutade att fungera. Rovern gav sig iväg vidare mot sitt nästa mål, kratern Endeavour.